# Beija-flor-de-garganta-azul
O beija-flor-de-garganta-azul (Chlorestes notata), também safira-de-garganta-azul,  beijo-flor-safira-de-garganta-azul ou esmeralda-de-garganta-azul,  é uma espécie de ave da família Trochilidae (beija-flores).
O beija-flor-de-garganta-azul habita a zona Norte da América do Sul, incluindo Colômbia e Guianas. No Brasil, a principal população da espécie encontra-se na bacia hidrográfica do Amazonas, mas também se pode encontrar nas florestas atlânticas.
Este beija-flor mede cerca de 9 cm e pesa menos de 4 gramas. O macho tem coloração esverdeada, mais escura na zona das costas, com cauda azul e bifurcada e garganta azul. A fêmea é semelhante, mas pode distinguir-se pela zona ventral mais clara.
O beija-flor-de-garganta-azul alimenta-se de insectos e de néctar, principalmente em árvores.

## Subespécies
São reconhecidas três subespécies:
- Chlorestes notata notata (Reich, 1793) – ocorre no nordeste da Colômbia, no norte e leste da Venezuela, nas ilhas de Trinidad e Tobago, nas Guianas e no leste do Brasil, do estado do Pará até o sul do estado do Rio de Janeiro.
- Chlorestes notata puruensis Riley, 1913 – ocorre do noroeste do Brasil (ao norte do rio Amazonas até a foz dos rios Trombetas e Negro) até o sudeste da Colômbia, leste do Equador e nordeste do Peru, no alto rio Ucayali.
- Chlorestes notata obsoletus (J. T. Zimmer, 1950) – ocorre no nordeste do Peru, da região do baixo rio Ucayali até a região da foz do rio Napo, e provavelmente até a foz do rio Huallaga.